# 2558 Viv
2558 Viv је астероид главног астероидног појаса чија средња удаљеност од Сунца износи 2,216 астрономских јединица (АЈ).
Апсолутна магнитуда астероида је 13,3.